# مارثا بروكس
مارثا بروكس هي كاتبة للأطفال ومغنية وكاتِبة كندية، ولدت في 15 يوليو 1944 في Ninette, Manitoba ‏ في كندا.

## وصلات خارجية
- مارثا بروكس على موقع ميوزك برينز (الإنجليزية)